# Communauté de communes du Chardon Lorrain
Die Communauté de communes du Chardon Lorrain ist ein französischer Gemeindeverband mit der Rechtsform einer Communauté de communes im Département Meurthe-et-Moselle in der Region Grand Est. Sie wurde am 5. Oktober 2010 gegründet und umfasste 39 Gemeinden. Der Verwaltungssitz befand sich im Ort Thiaucourt-Regniéville.

## Historische Entwicklung
Mit Wirkung vom 1. Januar 2017 fusionierte der Gemeindeverband mit der Communauté de communes du Val de Moselle und bildete so die Département-übergreifende Nachfolgeorganisation Communauté de communes Mad et Moselle.

## Ehemalige Mitgliedsgemeinden
1. Arnaville
2. Bayonville-sur-Mad
3. Beaumont
4. Bernécourt
5. Bouillonville
6. Chambley-Bussières
7. Charey
8. Dampvitoux
9. Dommartin-la-Chaussée
10. Essey-et-Maizerais
11. Euvezin
12. Fey-en-Haye
13. Flirey
14. Hagéville
15. Hannonville-Suzémont
16. Jaulny
17. Limey-Remenauville
18. Lironville
19. Mamey
20. Mandres-aux-Quatre-Tours
21. Mars-la-Tour
22. Onville
23. Pannes
24. Prény
25. Puxieux
26. Rembercourt-sur-Mad
27. Saint-Baussant
28. Saint-Julien-lès-Gorze
29. Seicheprey
30. Sponville
31. Thiaucourt-Regniéville
32. Tronville
33. Vandelainville
34. Viéville-en-Haye
35. Vilcey-sur-Trey
36. Villecey-sur-Mad
37. Waville
38. Xammes
39. Xonville